# Richard Temple-Nugent-Brydges-Chandos-Grenville (3e duc de Buckingham et Chandos)
Richard Plantagenet Campbell Temple-Nugent-Brydges-Chandos-Grenville, 3e duc de Buckingham et Chandos, (10 septembre 1823 - 26 mars 1889), appelé comte Temple jusqu'en 1839 et marquis de Chandos de 1839 à 1861, est un militaire britannique, homme politique et administrateur colonial. Ami proche et subordonné de Benjamin Disraeli, il est secrétaire d'État aux Colonies de 1867 à 1868 et gouverneur de Madras de 1875 à 1880.
Il est le fils unique de Richard Temple-Grenville, 2e duc de Buckingham et Chandos, et fait ses études au Collège d'Eton et à Christ Church, Oxford. Il rejoint l'armée britannique, et devient colonel. Il entre en politique, sous le nom de Lord Chandos, en 1846, lorsqu'il est élu sans opposition député du Buckinghamshire comme candidat du Parti conservateur, restant député de 1846 à 1857, date à laquelle il démissionne. Il se représente en 1859, mais sans succès.
En mars 1867, il est nommé secrétaire d'État aux Colonies et sert jusqu'en décembre 1868. Il est également gouverneur de Madras de 1875 à 1880. En tant que gouverneur, il s'occupe des mesures de secours pour les victimes de la Famine en Inde de 1876 à 1878. Il est également Lords du Trésor, gardien du sceau privé du prince de Galles, Warden adjoint des Stannaries, Lieutenant adjoint du Buckinghamshire, président de la London and North-Western Railway, membre du Conseil privé, Lord président du Conseil et président des commissions de la Chambre des lords. Il est décédé le 26 mars 1889 à l'âge de 65 ans.

## Jeunesse et éducation
Il est le deuxième enfant et le seul fils de Richard, 2e duc de Buckingham et Chandos, et de son épouse Mary, fille cadette de John Campbell (1er marquis de Breadalbane). Sa sœur, Anna Gore-Langton, est une militante des droits des femmes. En tant que fils et héritier de son père, il est nommé comte Temple dès sa naissance. Il a 15 ans lorsque son grand-père paternel est décédé et son père devient le 2e duc de Buckingham et Chandos. À partir de cette époque, il est nommé marquis de Chandos jusqu'à ce qu'il succède à son père en tant que duc.
À la mort de son père en 1861, il hérite des titres de duc de Buckingham et Chandos, marquis de Chandos et comte Temple de Stowe dans la pairie du Royaume-Uni ; marquis de Buckingham, comte Temple, vicomte et baron Cobham dans la Pairie de Grande-Bretagne ; et comte Nugent dans la pairie d'Irlande. En 1868, il est également reconnu par la Chambre des Lords comme Lord Kinloss dans la pairie d'Écosse,.
Le jeune lord Temple, plus tard Lord Chandos, fait ses études au Collège d'Eton jusqu'en 1841 et est diplômé de Christ Church, Oxford, dont il a ensuite reçu un diplôme honorifique de DCL Deux ans après l'obtention du diplôme, il devient lieutenant dans le Royal Buckinghamshire Yeomanry et il devient finalement colonel honoraire de ce régiment. Il est également colonel du 1er bataillon administratif, Middlesex Artillery Volunteers et plus tard de la City of London Artillery.

## Début de carrière

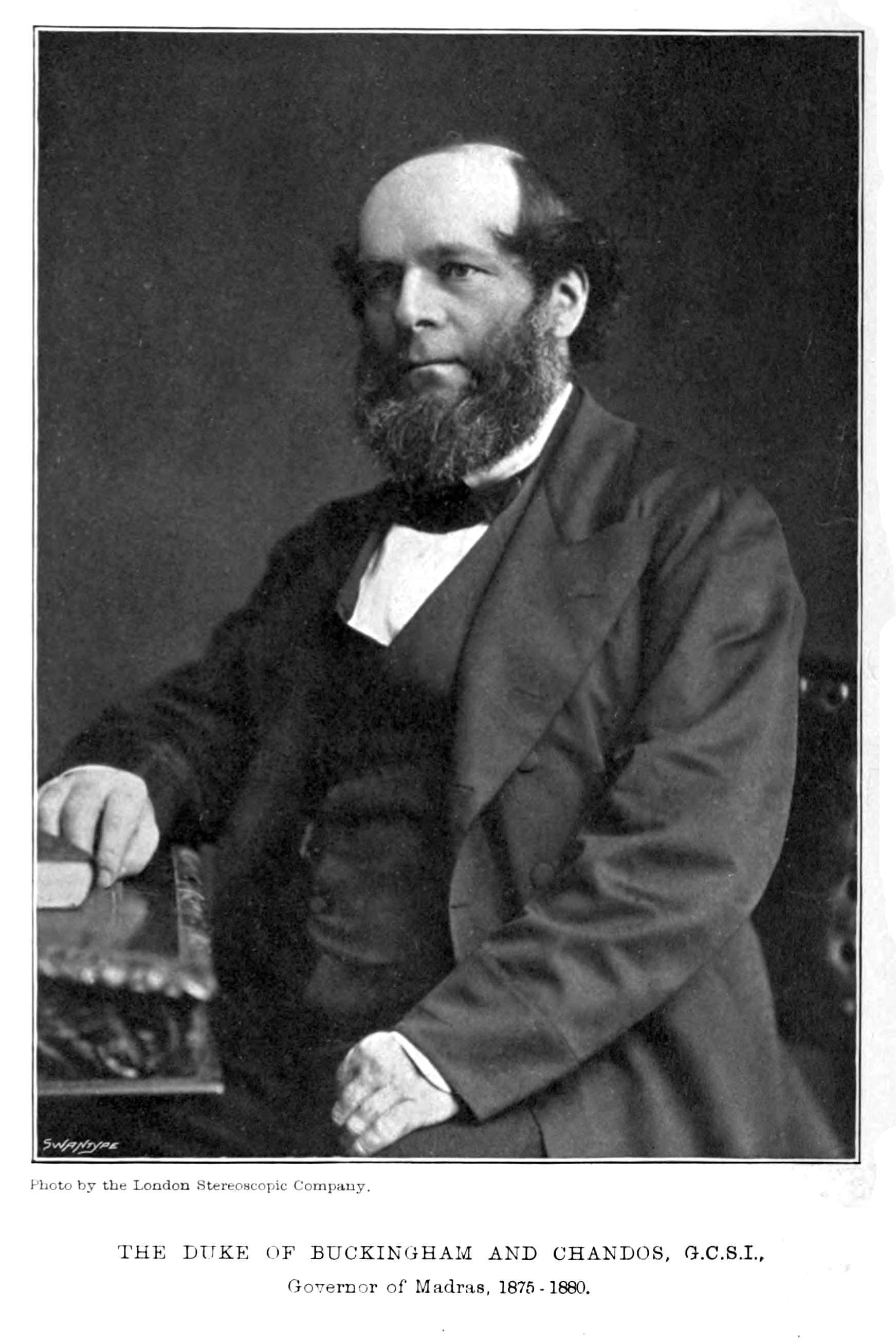

En 1846, il est élu député conservateur du Buckinghamshire, et reste en tant que député, élu sans opposition, jusqu'en 1857. Le jeune lord Chandos est nommé sous-lieutenant d'Oxfordshire le 3 février 1846, de Hampshire le 17 février et Northamptonshire le 29 mai.
En 1852, il entre dans l'administration de Lord Derby en tant que Lords du Trésor, poste qu'il occupe pendant exactement dix mois. Cette année-là, il est également nommé gardien du sceau privé du prince de Galles, sous-préfet des Stannaries, lieutenant adjoint du Buckinghamshire et président du London and North-Western Railway. En 1857, il démissionne de son poste de député de Buckinghamshire et ne se présente pas à sa réélection en raison de la détérioration de la fortune familiale et de la faillite de son père.
En 1859, Lord Chandos se présente contre William Ewart Gladstone pour la circonscription de l'Université d'Oxford, mais perd par 859 voix contre 1050. En 1861, il succède à son père en tant que duc de Buckingham et Chandos (et dans divers autres titres dans quatre pairies) et prend son siège à la Chambre des lords. Il démissionne de son poste de président du London and North-Western Railway. Dans les années 1860, il est président de la London Pneumatic Despatch Company.
La carrière politique de Buckingham stagne jusqu'en 1866, date à laquelle il est nommé au Conseil privé et devient Lord président du Conseil. Pendant l'intérim, Buckingham est président du comité exécutif de la commission royale pour la Grande Exposition de 1862. Il est lord président du Conseil jusqu'au 8 mars 1867, date à laquelle il remplace lord Carnarvon comme secrétaire d'État aux Colonies.

## Secrétaire d'État aux Colonies
Il est nommé secrétaire d'État aux Colonies lorsque Lord Carnarvon démissionne en mars 1867 à cause du projet de loi de réforme électorale et sert du 8 mars 1867 au 1er décembre 1868. Au cours de cette période, il est également nommé Lord Lieutenant du Buckinghamshire. En tant que secrétaire d'État aux Colonies, il doit gérer les suites de la Loi constitutionnelle de 1867 au Canada. Il attire également la controverse par sa dispute avec l'évêque Colenso de Natal. Le mandat de Buckingham prend fin en décembre 1868 lorsque le ministère du Parti conservateur de Benjamin Disraeli démissionne. Il est remplacé comme secrétaire colonial par Lord Granville.
Le 21 juillet 1868, la Chambre des lords le reconnaît comme le 10e Lord Kinloss dans la pairie d'Écosse, titre qui est en sommeil depuis la mort du 6e Lord Kinloss, son triple arrière-grand-père Charles Bruce (3e comte d'Ailesbury), en 1747. Grâce à la décision de la Chambre des Lords, le père de Buckingham est reconnu à titre posthume comme le 9e Lord Kinloss de jure, sa grand-mère maternelle Anna Brydges comme 8e Lady Kinloss de jure et son arrière-grand-père James Brydges (3e duc de Chandos) comme 7e Lord Kinloss de jure. Bien que la seigneurie soit le plus mineur des nombreux titres de Buckingham, c'est le seul qui pouvait être hérité par ses filles, et il établit son droit à un moment où la probabilité est apparue qu'il ne laisserait aucun héritier masculin.

## Gouverneur de Madras

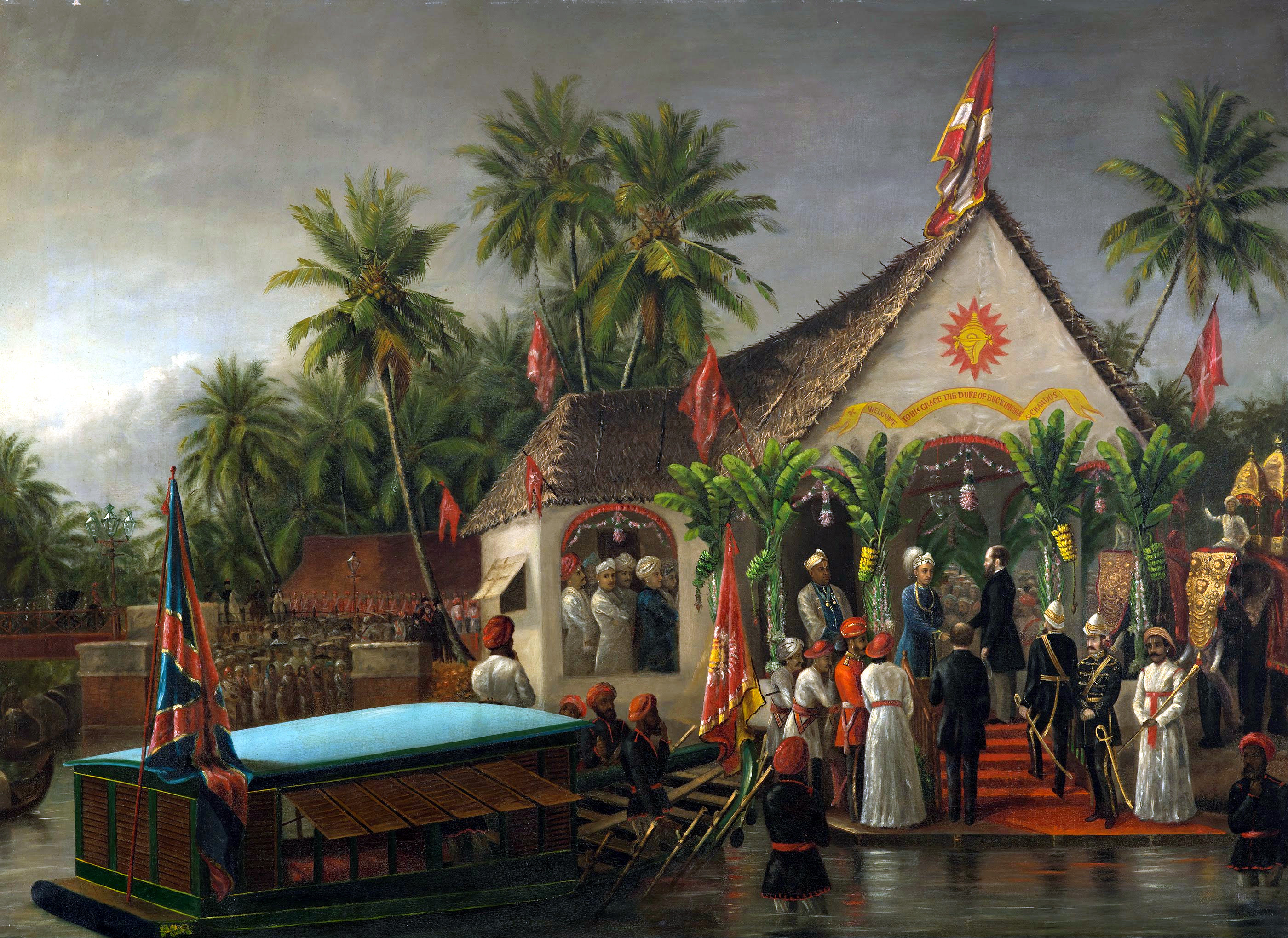
Peinture de Raja Ravi Varma représentant Buckingham accueilli par Visakham Thirunal, avec Ayilyam Thirunal de Travancore regardant, lors de la visite de Buckingham à Trivandrum, Travancore au début de 1880.

Lorsque le Parti conservateur revient au pouvoir au Royaume-Uni en 1874 et que Disraeli redevient Premier ministre, Buckingham est nommé gouverneur de la présidence de Madras, en Inde britannique. Il s'installe à Madras et prend ses fonctions le 23 novembre 1875.
Il est gouverneur de Madras de 1875 à 1880. Son mandat est miné par la détérioration des conditions socio-économiques et sanitaires. En 1876, la grande famine de 1876-1878 éclate dans la Présidence de Madras. En août 1877, la famine s'est répandue dans toute la présidence et plus de 18 millions de personnes sont touchées. Pour aggraver les choses, les pluies ne sont pas tombées dans certaines parties de Madras et de Mysore. De grandes quantités de céréales sont expédiées du Bengale au port de Madras et, grâce à ses efforts, des secours contre la famine ont été distribués à 839 000 personnes dans les districts de Madras, en plus de 160 000 dans les districts de Bombay et 151 000 dans les districts de Mysore .
Dans le cadre des opérations de secours contre la famine, il commence la construction d'un canal de navigation entre la ville de Madras et la partie nord de la présidence de Madras afin de faciliter le transport des fournitures à l'intérieur en cas d'urgence. Plus de 715 000 personnes sont employées comme ouvriers à Madras pour aider aux secours. Ouvert en 1878, ce canal est nommé canal de Buckingham en son honneur. La rue Buckingham à Penang, en Malaisie est également nommée d'après lui par les travailleurs tamouls qui y ont été amenés pendant la période coloniale britannique.
Le mécontentement des tribus de la partie nord de la présidence à cause des régimes fiscaux rigoureux du gouvernement britannique a éclaté sous la forme d' une rébellion majeure en 1879. La rébellion a finalement été réprimée grâce à une opération conjointe de la police et de l'armée de Madras et de l'armée de Hyderabad et des prisonniers capturés envoyés aux Andamans. Bon nombre des lois fiscales strictes ont été abrogées.
Le 30 août 1880, William Patrick Adam est nommé gouverneur de Madras et il succède à Buckingham en décembre 1880.

## Fin de carrière
En mai 1886, Buckingham succède à Lord Redesdale à la présidence des comités de la Chambre des lords. Il prononce peu de discours à la Chambre des Lords et réussi à rembourser la plupart des dettes de son père. Progressivement, vers la fin de sa vie, sa situation financière s'est améliorée et, en 1883, il possède 10 482 acres de terrain d'une valeur totale de 18 080 £.
Buckingham est décédé en mars 1889, à l'âge de 65 ans, du diabète à Chandos House, Londres. Sa maladie était inattendue et n'était pas considérée à l'origine comme grave. La Chambre des lords a reporté le vote sur plusieurs projets de loi jusqu'à sa guérison. En une semaine, cependant, sa maladie s'est avérée fatale, malgré les efforts du Dr Henry Walter Kiallmark, le médecin de famille, et de Sir James Paget, qui a été appelé pour aider .
Le duc est enterré dans le caveau familial de l'église de Wotton House, dans le Buckinghamshire.
Sans descendant masculin, le duché et le marquisat de Buckingham et Chandos et le comté Temple s'éteignent. Plusieurs de ses autres titres survivent grâce aux héritiers disponibles: son neveu William Temple-Gore-Langton (4e comte Temple de Stowe) lui succède en 1892 en tant que quatrième comte Temple de Stowe, qui a été créé avec un reste spécial ; sa fille aînée, Mary, lui succède dans la seigneurie écossaise de Kinloss, qui peut être détenue par des femmes sous le nom de Lady Kinloss; et son lointain parent Charles Lyttelton (8e vicomte Cobham) lui succède comme vicomte Cobham.

## Famille

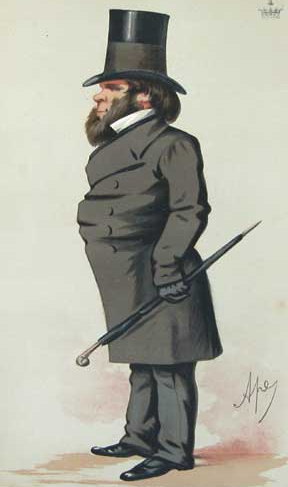
Le duc de Buckingham et Chandos, par Carlo Pellegrini, 1875.

Buckingham épouse Caroline Harvey, fille de Robert Harvey de Langley Park, shérif de Buckinghamshire et sœur de Robert Harvey (1er baronnet de Langley Park), en 1851. Ils ont trois filles:
- Mary Morgan-Grenville, 11e Lady Kinloss (1852–1944)
- Anne (1853–1890)
- Caroline Jemima Elizabeth (1858-1946)

Caroline, duchesse de Buckingham et Chandos, décède en février 1874.
Buckingham épouse, en secondes noces, Alice Graham-Montgomery, fille de Graham Graham-Montgomery, 3e baronnet, en 1885. Née en 1848, elle a 25 ans de moins que lui. En 1897, elle est l'une des invités du bal costumé du jubilé de diamant de la duchesse de Devonshire. Il n'y a aucun enfant de ce mariage. Veuve en 1889, Alice, duchesse douairière de Buckingham et Chandos, épouse Wilbraham Egerton (1er comte Egerton) en 1894. Elle est décédée en 1931, à l'âge de 83 ans.